# Нёвиллер
Нёвилле́р (фр. Neuwiller) — коммуна на северо-востоке Франции в регионе Гранд-Эст (бывший Эльзас — Шампань — Арденны — Лотарингия), департамент Верхний Рейн, округ Мюлуз, кантон Сен-Луи. До марта 2015 года коммуна административно входила в состав упразднённого кантона Юненг (округ Мюлуз).
Площадь коммуны — 3,72 км², население — 528 человек (2006) с тенденцией к стабилизации: 535 человек (2012), плотность населения — 143,8 чел/км².

## Население
Численность населения коммуны в 2011 году составляла 523 человека, а в 2012 году — 535 человек.
| 1962 | 1968 | 1975 | 1982 | 1990 | 1999 | 2005 | 2006 | 2008 | 2011 | 2012 |
| ---- | ---- | ---- | ---- | ---- | ---- | ---- | ---- | ---- | ---- | ---- |
| 372  | 386  | 448  | 478  | 533  | 506  | 526  | 528  | 524  | 523  | 535  |

Динамика населения:

## Экономика
В 2010 году из 348 человек трудоспособного возраста (от 15 до 64 лет) 269 были экономически активными, 79 — неактивными (показатель активности 77,3 %, в 1999 году — 72,5 %). Из 269 активных трудоспособных жителей работали 259 человек (140 мужчин и 119 женщин), 10 числились безработными (5 мужчин и 5 женщин). Среди 79 трудоспособных неактивных граждан 27 были учениками либо студентами, 23 — пенсионерами, а ещё 29 — были неактивны в силу других причин.
На протяжении 2011 года в коммуне числилось 222 облагаемых налогом домохозяйства, в которых проживало 505 человек. При этом медиана доходов составила 38456 евро на одного налогоплательщика.

## Достопримечательности (фотогалерея)

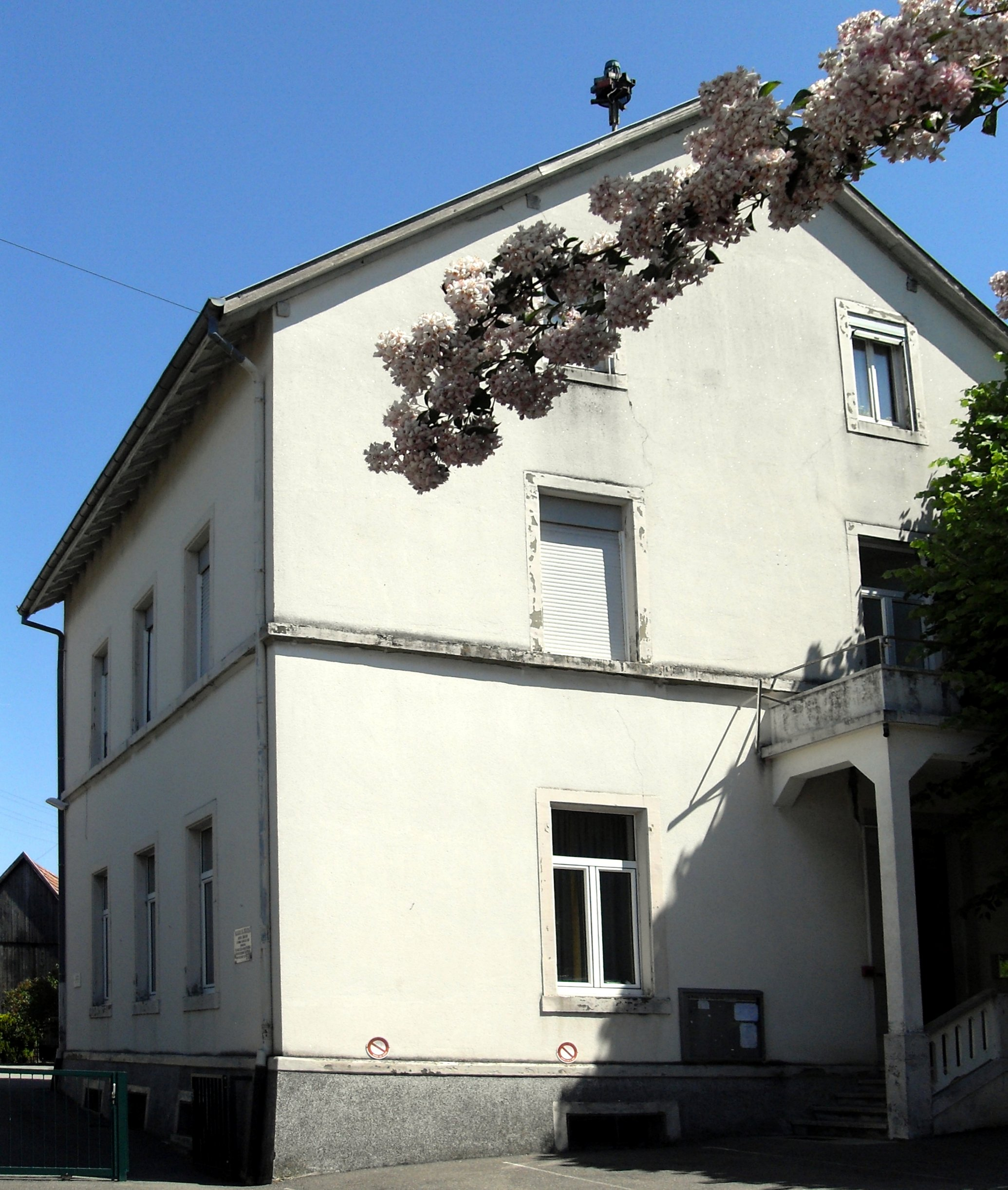
Мэрия-школа